# Kultura grobów jednostkowych

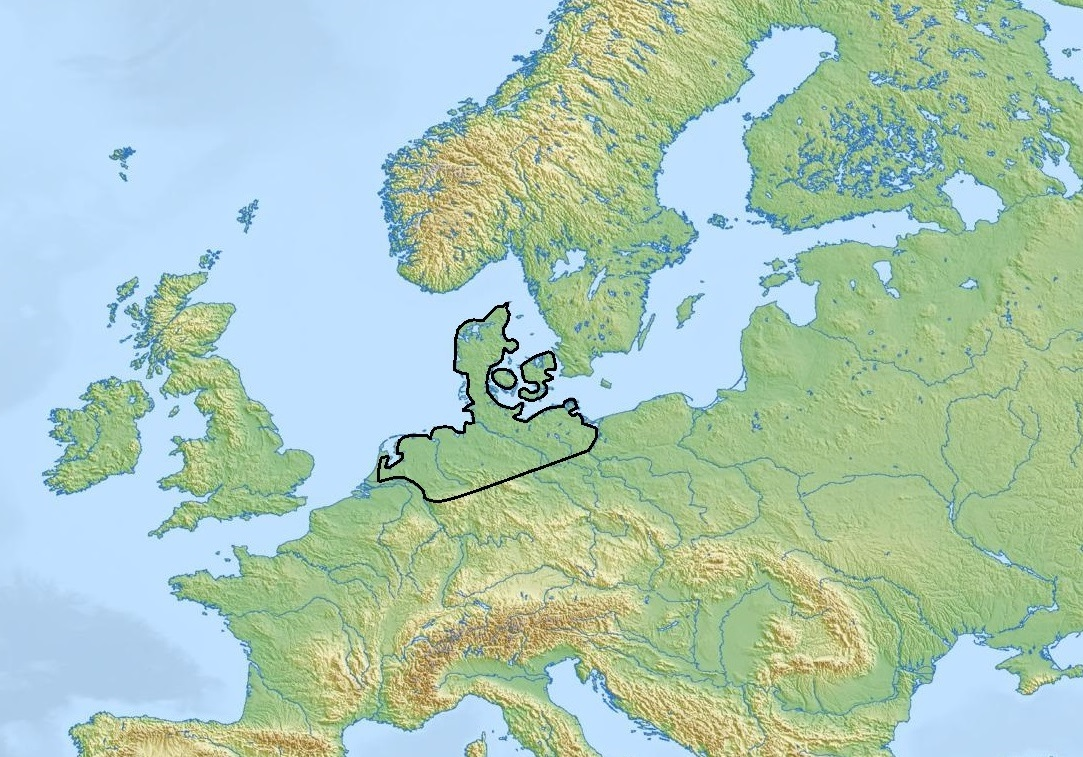
Mapa rozmieszczenia kultury grobów jednostkowych

Kultura grobów jednostkowych (KGJ) – enolityczna kultura archeologiczna występująca na terenie Jutlandii, północno-wschodnich Niemiec oraz w północno-zachodniej Polsce (Pomorze, Wielkopolska, Kujawy). Rozwijała się pomiędzy 2800 a 2300 p.n.e.

## Geneza
KGJ jest uważana za północny odłam kultury ceramiki sznurowej. Ma też wiele cech wspólnych z 4 fazą kultury pucharów dzwonowatych (Puchary doniczkowate. KGJ indywidualizuje się ok. 2500 p.n.e.

## Chronologia
Powstała ok. 2800 roku p.n.e. i trwała do 2300 p.n.e. 
Według podziału Liversage (1987) istniały 4 fazy tej kultury: 
- Lustrup — naczynia zdobione odciskami sznura i zdobieniami palcowymi. Charakterystyczne były duże naczynia zasobowe oraz o prostościennym profilu
- Glattrup — podobnie jak Lustrup, z tym że spotykany jest dodatkowo kulisty profil naczyń oraz zdobienia muszlą cardium
- Vindum — pojawiają się bogato zdobione puchary doniczkowate, puchary "jajowate".
- Myrhøj — stosowany jest ornament strefowo-metopowy przejęty z kultury pucharów dzwonowatych. Charakterystyczne są też lancetowate topory krzemienne.

## Ceramika
Występują dwa typy ceramiki: użytkowa i grobowa, różniące się jakością i zdobieniem. Główne rodzaje naczyń to puchary, misy, puchary doniczkowate, amfory i puchary z imaczami. ceramika zdobiona jest odciskami sznura, muszli cardium, stempelkami, jodełką, wątkami rytymi, ornamentem "barbed wire" (drutu kolczastego). Dekorowane są górne partie naczyń. W późniejszym okresie występuje też ornament strefowo-metopowy i listwy plastyczne.

## Zabytki
Szczególne w grobach znajdowane są rytualnie złożone lancetowate sztylety krzemienne lub miedziane, topory typu A1 i B1, topory typu K (tzw. zdegenerowane). Często występują ozdoby z bursztynu.

## Osadnictwo
Małe osady, przeważnie krótkotrwałe. Dominują okresowe obozowiska. W późniejszym okresie sieć osadnicza stabilizuje się.

## Pochówki
Istnieje duże zróżnicowanie rytuałów pogrzebowych. Najczęściej spotykane są pochówki podkurhanowe, megalityczne oraz groby płaskie. Znajdowane są też groby wanienkowate, groby okrągłe oraz pochówki w trumnach drewnianych, ponadto występują kamienne obudowy komory grobowej. W Jutlandii i Niemczech groby są pojedyncze, natomiast w Polsce spotyka się groby zbiorowe. Przeważa obrządek szkieletowy, jednakże w Holsztynie występują groby ciałopalne. Do grobów składano liczne przedmioty należące za życia do zmarłego, takie jak puchary doniczkowate, tarczki łucznicze oraz sztylet miedziany lub krzemienny. Większość stanowią pochówki dorosłych mężczyzn, zapewne wojowników. Pochówki kobiet i dzieci są sporadyczne, zapewne istniał jeszcze inny rodzaj obrządku pogrzebowego nieuchwytny w źródłach archeologicznych. Mężczyźni chowani byli na prawym boku z twarzą zwróconą na południe, kobiety na lewym boku.

## Stanowiska archeologiczne
Modliborzyce, Ciechrz, Kuczkowo, Krusza Zamkowa, Podgaj, Pikutkowo, Murzynno